# Sâu chít
Sâu chít là ấu trùng của loài bướm Brihaspa atrostigmella, sống ký sinh bên trong thân cây chít, cây le, cây đót vào mùa đông mọc hoang nhiều tại khu vực Trung du và miền núi phía Bắc, được dân gian xem như là Đông trùng hạ thảo của Việt Nam. Sâu chít được bắt về thường được người dân chế biến thành thức ăn và đặc biệt là ngâm rượu.

## Đặc điểm của sâu chít
Sâu chít thường dài khoảng 35mm, màu vàng ngà, chúng sống ký sinh vào thân cây vào mùa đông và cắn đục thân cây làm cây ngừng sinh trưởng. Đến mùa lá, chồi cây mọc lại thành cây thảo (giống hiện tượng của vị thuốc đông trùng hạ thảo). Người dân vùng Tây Bắc thường tìm bắt sâu chít vào tháng 11 và 12 hàng năm, những mùa khác cũng có nhưng với số lượng ít hơn. Tại Việt Nam cũng có nhiều đơn vị nuôi cấy sâu chít với nấm đông trùng hạ thảo lớn có đưa bán ra thị trường như: https://www.facebook.com/%C4%90%C3%B4ng-tr%C3%B9ng-H%E1%BA%A1-th%E1%BA%A3o-H%E1%BB%8Dc-vi%E1%BB%87n-H%E1%BA%ADu-c%E1%BA%A7n-349517666092029, Học viện Hậu cần; Đà Lat Farm,

## Tên gọi
Sâu chít là tên gọi thông dụng của người Kinh, có lẽ vì loài sâu này ký sinh trong cây chít nhiều và có chất lượng tốt hơn. người H'Mông gọi sâu chít là sâu song, người Dao gọi là sâu thau...

## Công dụng chữa bệnh
Số liệu khảo cứu cho thấy loài "đông trùng hạ thảo" có hàm lượng protein chiếm 25-32% trong cơ thể, trong đó có 6 amino acid, còn sâu chít cũng có hàm lượng protein tương đương nhưng thành phần amino acid được xác định lên đến 17/20 loại cần cho cơ thể.
Kết quả nghiên cứu đã khẳng định, loài côn trùng này có nhiều tác dụng đối với sức khoẻ con người, đặc biệt là khả năng phục hồi thương tổn hệ miễn dịch sau chiếu xạ. Sâu chít còn giúp phục hồi các chỉ số sinh sản và bước đầu có tác dụng hỗ trợ điều trị bệnh nhân ung thư có xạ trị. Đặc biệt, một kết luận cũng khá thú vị khác là, sâu chít có tác dụng gây "độc" tế bào ung thư người. Sâu chít cũng được khẳng định là không độc với cơ thể, nên hoàn toàn có thể sử dụng làm thực phẩm và dược liệu tốt.
Sâu chít ở dạng sấy khô, tán bột có vị cam ngọt, tính ôn được dùng thay thế vị "Đông trùng hạ thảo", công dụng như "Đông trùng hạ thảo" – còn gọi là sâm chít. Nó có tác dụng bổ phế, bổ thận, tráng dương khí, an thần, dễ ngủ, chữa thận âm (nóng hầm hầm, ra mồ hôi trộm, đau lưng, tiểu xẻn đỏ vàng), liệt dương, mỏi gối, di tinh, hoạt tinh…

## Thực trạng khai thác
Sau khi được công bố về những tác dụng tích cực của sâu chít, người dân thi nhau lên rừng tìm bắt sâu chít và cách khai thác vô tội vạ đã khiến những đám lau, chít chưa có sâu bị chặt phá sạch.